# Gregor Blanco
Grégor Blanco M. (24 de diciembre de 1983 en Caracas, Distrito Federal, Venezuela) es un exbeisbolista profesional venezolano. Durante su carrera jugó para los Atlanta Braves, Arizona Diamondbacks, Kansas City Royals y San Francisco Giants de las Ligas Mayores de Béisbol y para los Tiburones de La Guaira en la Liga Venezolana de Béisbol Profesional.
Gregor Blanco se convirtió en padre por primera vez en el año 2005 al nacer su hijo Grenyer Adryan Blanco, Actualmente está casado con Mirna Castro de Blanco con la cual tiene dos hijos, Gregor Jr. y Grecia Blanco. 

## Carrera profesional

### Bravos de Atlanta
Blanco firmó con los Bravos de Atlanta el 4 de julio de 2000 como un agente libre seleccionado en el draft. Él venció a Josh Anderson en los entrenamientos de primavera para convertirse en el jardinero suplente los Bravos en 2008. Empezó a jugar regularmente después de que Mark Kotsay se lesionó la espalda el 26 de mayo. 
En 2008 él tenía el jonrón más bajo porcentaje por aparición en el plato en las mayores (entre los bateadores regulares de jonrones) (0,2%).  (enlace roto disponible en Internet Archive; véase el historial, la primera versión y la última).

### Reales de Kansas City
El 31 de julio de 2010, Blanco fue a los Reales de Kansas City, junto con Jesse Chávez y Tim Collins, a cambio de Kyle Farnsworth y Rick Ankiel.

### Nacionales de Washington
El 8 de mayo de 2011, Blanco fue a los Nacionales de Washington a cambio de un jugador a ser nombrado más tarde. Durante la temporada baja de 2011, Grégor jugó en la liga invernal de Venezuela y fue nombrado el Jugador Más Valioso de la temporada 2011.

### Gigantes de San Francisco
Blanco firmó un contrato de ligas menores con los San Francisco Giants el 16 de noviembre de 2011 y fue seleccionado para formar parte del roster de los Gigantes como jardinero en el Día Inaugural de 2012.
El 13 de junio de 2012, Blanco hizo una gran atrapada completamente extendida a lo profundo del right-center, controlando la pelota en el final de su guante, para robarle un hit a Jordan Schafer en la parte alta de la 7ª entrada del juego perfecto de Matt Cain. El Mercury News escribió: "En una ciudad muy familiarizada con las palabras 'The Catch', Blanco hizo una de las edades: se echó a correr a toda velocidad al golpe del bate e hizo una gran atrapada en la franja de advertencia en el jardín central, a 400 pies del home."
El 5 de septiembre de 2014, Blanco cometió un error que puso fin a sus 306 juegos consecutivos sin error. Estaba tratando de atrapar una línea de hit por Bryan Holaday, pero se cayó la pelota.

### Tiburones de La Guaira
Grégor Blanco es el jardinero central y primer bate de Tiburones de La Guaira en la LVBP, bateando .415 (178 AB) en la temporada 2006-07, .345 (229 AB) en la temporada 2007-08 (acabado segundo en el premio MVP) y .349 (172 AB) en la temporada 2008-09.
El 15 de enero de 2012, Grégor "el Tiburón" Blanco, como es conocido por la fanaticada de su equipo en Venezuela, fue galardonado como el Jugador Más Valioso de la temporada Liga Venezolana de Béisbol Profesional 2011/12.
Jugó también como refuerzo de la semifinal y final en la temporada Liga Venezolana de Béisbol Profesional 2006/07 con los Tigres de Aragua y en la final de la temporada Liga Venezolana de Béisbol Profesional 2009/10 con los Leones del Caracas, logrando obtener el campeonato en ambos casos.
Grégor Blanco se convirtió en padre por primera vez en el año 2005 al nacer su hijo Grenyer Adryan Blanco U, producto de su primer matrimonio. Actualmente está casado con Mirna de Blanco (segundo matrimonio) con la cual tiene un hijo llamado Grégor, igual que el.